# 한국금융사박물관
한국금융사박물관은 1997년 3월 근대금융 100주년 기념으로 설립된 서울특별시 소재의 박물관이다. 개관 초에는 조흥금융박물관이라는 명칭이었으나, 조흥은행이 신한은행으로의 합병과 함께 2006년 4월 통합 신한은행으로 출범하면서 현재의 박물관 이름으로 변경되었다. 세종대로네거리의 중구 태평로1가와 종로구 세종로 경계에 있다.
대한민국 최초의 금융사 전문 박물관으로, 국내 금융사와 화폐, 그리고 신한은행의 역사와 관련된 유물의 수집과 관리, 연구와 전시활동을 지속해 오고 있다. 1년간의 리모델링을 거쳐 외관을 근대건축물풍으로 개조해 2022년 7월 재개장하였다.

## 정보
- 개장시간 : 10:00 ~ 18:00
- 입 장 료 : 무료
- 휴일 : 일요일, 공휴일
- 관람 소요시간 : 1시간

## 같이 보기
- 대한민국의 박물관과 미술관 목록